# Red River (dopływ Saint John)
Red River – rzeka w stanie Maine w Stanach Zjednoczonych. Rzeka uchodzi do rzeki Saint John.